# Carmen (pel·lícula de 1996)
Carmen és una pel·lícula dramàtica eslovena de 1996. El director Metod Pevec va desenvolupar una novel·la homònima a partir del guió, que es va publicar l'any 1991. Aquest és el seu primer llargmetratge.
Quan es va estrenar la pel·lícula, es va publicar una reimpressió de la novel·la i un CD amb música de la pel·lícula

## Argument
L’estudiant de literatura i escriptor de literatura pornogràfica Goran intenta salvar Carmen, una noia borratxa i drogaaddicta que treballa com a prostituta. Carmen és filla d'una mare fracassada i d'un cantant d'òpera, amb qui mai va tenir res a veure. Al final, Carmen mata el seu pare.

## Finançament i producció
El projecte va ser acceptat pel Ministeri de Cultura de la República d'Eslovènia, i el finançament va ser completat pel nou Fons de Cinema de la República d'Eslovènia (164.870 euros) El projecte s'estima en 110.509.557 tolars (461.148 euros).
Segons el productor, els patrocinadors van proposar un 10 per cent addicional d'aquesta quantitat. Els patrocinadors de la pel·lícula van ser Slovenske železnice, SKB - Nepremičnine & Leasing, Porsche Slovenija, Kodak, Mobitel, Induplati, Italco, Meblo Holding, SCT Strojegradnja, KIK Kamnik, Vivat, Gama Velenje, Select Technology, Delo, Republika, Stop i Mladina. Un exemple de marca col·locada és la cervesa Heineken.

## Repartiment
- Carmen: Nataša Barbara Gračner
- Goran: Sebastijan Cavazza
- Mama: Alenka Vipotnik
- Lover: Ludvik Bagari
- Pesnica: Polona Juh
- Dare: Pavle Ravnohrib
- Daretov oče: Lojze Rozman
- Žic: Andrej Rozman - Roza
- Rozi: Olga Kacjan
- Marjola: Ljerka Belak
- Sifle: Gojmir Lešnjak
- Muri: Gregor Baković
- Hardfucker (Oče): Bogomir Veras
- Ajša: Dušica Žegarac
- Buhtel: Andrej Žigon
- Fani: Lenča Ferenčak
- Natakar: Janez Habič
- Čistilka: Angelca Hlebce
- Vratar: Davor Jureško
- Stanodajalec: Igor Koršič
- Mašnik: Bojan Maroševič in Metod Pevec
- Osiveli: Peter Zobec

## Crítica
Quan es va atorgar el premi a Prevac a la marató de Portorož, van escriure en l'explicació que la pel·lícula és la millor, però massa semblant a un fulletó televisiu.
Ženja Leiler va criticar la pel·lícula "Carmen" per tenir una història només com a marc, a la qual adjuntava una imatge visual de gran autor. Va trobar a faltar el significat i el missatge resultant d'una pel·lícula que es basava en símbols, motius, fotografia altament estètica, formes musicals convencionals i atractiu visual. La història d'un romanç i una noia fracassada no li semblava rellevant, podria haver passat a qualsevol lloc i en qualsevol moment. Va criticar el personatge de Carmen per ser buit i mancat de desenvolupament i per representar l'estereotip d'una dona massa emocional, imprevisible i incomprensible. Va descriure el personatge de Goran com un paràsit buit i avorrit i un artista plorós i clixé que només necessita superar-ho i créixer. No li agradava que els marginals fossin un grup amb vestuari i escenografia elaborats i sense problemes. Només va elogiar Nataša Barbara Gračner.
Zdenko Vrdlovec afirma que la pel·lícula va anunciar el renaixement imminent del cinema eslovè i que Nataša Barbara Gračner era l'única estrella de cinema eslovena en el moment de la seva estrena.

## Taquilla i reconeixement
La pel·lícula va ser vista per 24.391 persones.
Va participar en la secció oficial de la XVII edició de la Mostra de València, on va guanyar el premi a la millor interpretació femenina i una menció especial a la fotografia.